# Fårskinn
Fårskinn är den garvade huden från får. Fårskinn kallas ibland för lammskinn, även när det handlar om skinn från vuxna djur. För det mesta avser termen fårskinn ett pälsgarvat fårskinn, dvs ett där håren sitter kvar.  

## Användningsområden
Traditionellt används fårskinn främst för tillverkning av fårfällar. Flera fårskinn sys ihop och förstärks på avigsidan med ett stadigt tyg. Fårfällar användes i det gamla bondesamhället oftast som sängkläder. Numera används de oftast som mattor. Det är också vanligt att fårskinn används som matta utan annan bearbetning än själva garvningen.
Fårskinn används också för tillverkning av fårskinnspälsar. Vanligen vänds håren då inåt för bästa isoleringseffekt och  mockasidan utåt. 
Fårskinn används som sittunderlag till exempel för småbarn, men också inom sjukvården för att motverka liggsår. När man ligger på skinnet bildas en "luftkudde" mellan kroppen och lammskinnet. Det kan då cirkulera luft däremellan, vilket kan motverka eksem. Det gör också att lammskinnet värmer på vintern och kyler på sommaren.  
Hästägare använder ibland fårskinn som vojlock under sadeln.  

### Framställning
Skinnen garvas ofta på två olika sätt, antingen med krom eller ekologiskt. Kromgarvningen lämnar ofta lite rester kvar i skinnet men ger istället ett väldigt slitstarkt skinn. Den ekologiska garvningen ger ett skinn som istället är mildare mot huden. Lammskinnet är naturligt belagt med lanolin, vilket stöter bort både vatten och smuts.

#### Olika längder på ullen
Vanligtvis klipps ullen i 18mm eller 35mm, men det finns också oklippta fårskinn. 18mm, även kallat pälsberedning, används ofta till möbler. 35mm, även kallat plädberedning, används mer som pläd, till exempel i soffan eller bilen. Mattskinnet, det oklippta skinnet, används med fördel som en matta på golvet eller som inredningsdetalj.